# Kuupershuusken

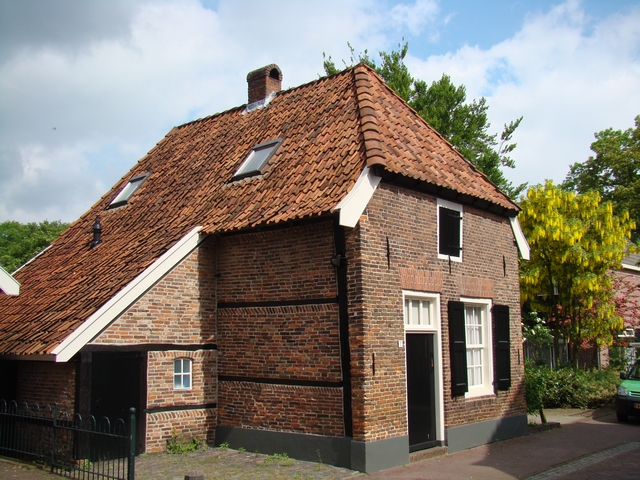
Kuupershuusken

Het Kuupershuusken is een goed bewaard en gerestaureerd Saksisch vakwerkhuisje waarschijnlijk gebouwd in de 18e eeuw met een hoog wolfsdak gedekt met dakpannen, houten voorschot en vensters met kleine roedenverdeling en luiken. Aan de linkerzijde is een Sikkenstal aangebouwd. Het ligt aan de Markt tegenover het rijksmonument Markt 1 Het huis is net als nummer 1 aangewezen als Rijksmonument